# Celithemis amanda
Celithemis amanda là một loài chuồn chuồn ngô trong chi Celithemis được tìm thấy ở Bắc Mỹ.